# Alassapi
Alassapi is een bestuurslaag in het regentschap Probolinggo van de provincie Oost-Java, Indonesië. Alassapi telt 1469 inwoners (volkstelling 2010).